# Saracener

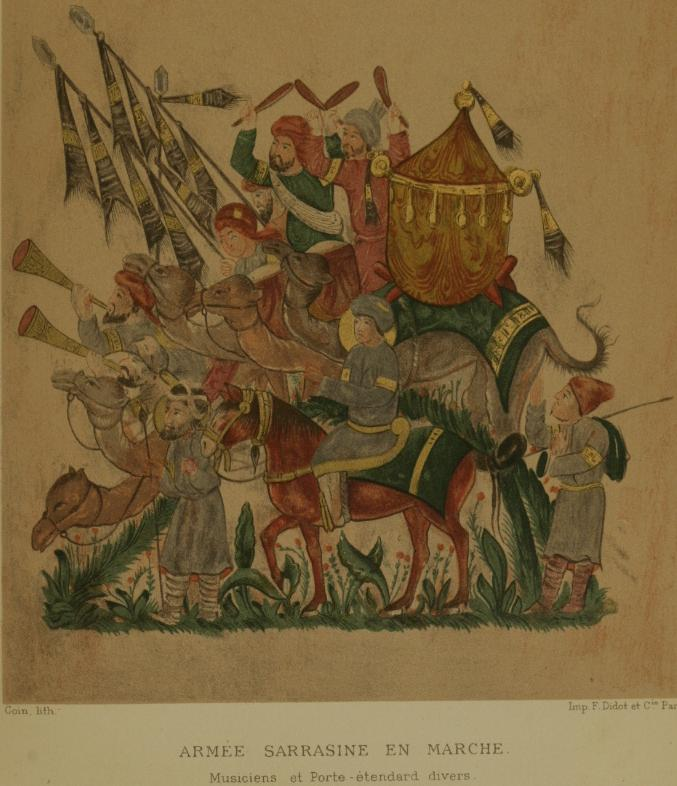
Saracensk armé på marsch, avbildning från 1890.

Saracener var ursprungligen en benämning som användes av romarna på de invånare som bebodde öknarna nära den romerska provinsen Syria och som särskilde sig från araber. Senare, och framförallt under korstågen, användes ordet som benämning på muslimer i allmänhet. Då hade termen fått en negativ klang i det kristna Europa.

## Etymologi
Saracen kommer ifrån grekiskans sarakēnoí, Σαρακηνός, vilket allmänt ansetts komma från det arabiska ordet شرقيين (sharqiyyin, vilket betyder österlänningar. Härledningen till det arabiska ordet är emellertid tveksam enligt Oxford English Dictionary. En av de tidigaste kända skriftliga källorna är Ptolemaios verk Geografike hyfegesis från 100-talet e.Kr. Han omnämner där folkgruppen Sarakenoi som befolkar nordvästra delen av Arabiska halvön och som han särskiljer från araberna. Ordet kan sen ha spridit sig till Västeuropa via Bysans och korsfararna  Han beskriver dessutom "Sarakene" som en region i norra Sinai, namngiven efter staden  Saraka på samma halvö. På fornsvenska och fornnordiska kallades området Särkland, vilket särskilt internationellt har härletts till samma grekiska rötter, men också antagits komma från fornnordiskans ord för silke, klädesplagget särk eller den khazariska staden Sarkel.
Efter islams intåg i Mellanöstern, och speciellt vid tiden för korstågen på medeltiden, användes ordet för att beteckna alla muslimer oavsett om dessa var av arabiskt ursprung eller inte. Speciellt användes ordet om muslimer på Sicilien och i södra Italien.
I kristna skrifter tolkades namnet betyda "tomma på Sara", det vill säga "ej av Sara" då muslimer härleder sin koppling till Abraham genom hans andra hustru Hagar och hennes son Ismael och inte genom första hustrun Sara och sonen Isak som judar och kristna gör.
Både kristna och muslimer anammade den judiska traditionen att araberna härstammade från Hagar och hennes son Ismael. Därför kallades muslimerna av de kristna även hagariter och ismaeliter.

## Romarriket
Förutom Ptolemaios omnämnande på 200-talet återger Eusebios av Caesarea i boken Historia Ecclesiastica ett brev där Dionysus, biskopen av Alexandria, nämner saracener när han beskriver den romerska kejsaren Decius förföljelser av de kristna: "Många befann sig i de arabiska bergen, förslavade av de barbariska sarkenoi.  Även i kejsarbiografin Historia Augusta, skriven på 400-talet, refereras till en attack av Saraceni på Pescennius Nigers armé i Egypten, 193 e.Kr. utan att närmare beskriva vilka dessa var.
Skriftställaren Hippolytus nämner tre distinkta folkslag i Arabien under första halvan av 200-talet: Saraceni, Taeni och Arabi. Taeni, som senare identifierats med den arabiska stammen Tayyi, placerades runt Khaybaroasen ända upp till östra Eufrat medan Saraceni placerades norr om dessa.. Dessa framträder med en avsevärd militär slagkraft och befann sig i konflikt med romarna som karaktäriserade dem som barbaroi. Saracenerna beskrivs i Notitia Dignitatum som distinkta enheter i romerska armén från 200-talet. De särskiljs från arabiska och iilutureniska enheter. Saracenerna beskrivs utgöra det tunga kavalleriet, equites från Fenicien och Thamud. I en praeteritio beskrivs den besegrade fienden i Diocletianus krig i syriska öknen som saracener. Andra militära rapporter från 300-talet nämner inte araber men så långt bort som Mesopotamien beskrivs saracener som stridande krafter både på perserna och romarnas sida.
En annan beskrivning i ett brev till romerska senaten, eventuellt från Aurelianus, beskriver den palmyriska drottningen Zenobia som så fruktad att varken araber, saracener eller armenier vågar sätta sig upp mot henne. En annan tidig bysantinsk källa, Johannes Malalas verk från 500-talet, beskriver istället palmyrierna och alla invånare i den syriska öknen som saracener.
I slutet på 300-talet skriver kejsaren Julianus Apostatas historieskrivare Ammianus Marcellinus att termen saraceni för ”ökeninvånarna” i syriska öknen hade ersatt termen ”arabs scenitae Efter Ammianus tid var Saracenerna kända som ”öknens krigare”.

## Kristen litteratur
Judarna betraktade saracenerna som polyteistiska hedningar under antiken. De kristna krönikörerna Eusebius och Epiphanios Scholastikos placerar saracenerna öster om Aqabaviken men bortom romerska provinsen Arabia petraea. Saracenerna beskrivs som ismaeliter genom Ismaels andra son Kedar. De har därmed placerats utanför det löfte som givits Abraham och hans ättlingar genom Isak och därför utom räckhåll för en privilegierad plats bland de hebreiska stammarna. . I senare kristen tid associerades saracenerna med grymma tyranner från tidig kristen historia, såsom Herodes den store, Herodes Antipas och Herodes Agrippa I. Kristen litteratur, till exempel av Origenes, uppfattar saracenerna som kättare som måste tvingas in i kristendomens fålla. För bibelöversättaren Hieronymus passade även araberna in på definitionen av sarcenerna som tältlevande rövare på romerska imperiets ostligaste rand.
Termen saracen beskrev i sammanhanget en folkgrupp som levde på kant med civilisationen, inte minst genom plundring av städer och byar, och kom att syfta på såväl beduinska nomader som bofasta araber. Kyrkoskrivare beskrev ofta saracenska räder mot kristna kloster och mord på munkar. Benämningen och den negativa beskrivningen av saracener var utbredd både i bysans och västra Europa under medeltiden. I och med islams intåg på arabiska halvön på 600-talet och ordets starka band till araber knöts ordet inte bara till folkgruppen och kulturen utan även till religionen. Den islamiska expansionen och fientliga sammanstötningar med Bysans uppfattades som en konflikt mellan kristendom och islam och kopplingen mellan saracen och muslim förstärktes både före och efter korstågen.

## Medeltiden

### Räden mot Rom
Saracenerna gjorde år 846 en räd mot Rom vilket resulterade i Roms skövling.

### Fälttåg i Alperna
Saracenerna förfogade över fästningen Fraxinetum (i nuvarande kommunen La Garde-Freinet) nära Saint-Tropez i Provence. Runt 890 omnämns saracener i Ligurien och Piemont, och på 920-talet i Valais och i Raetien, där de tidvis behärskade alppass och överföll pilgrimer. De plundrade biskopssätet Chur och år 940 Saint-Maurice. Efter att år 973 ha fördrivits från Fraxinetum upphörde fälttågen i alperna.

### Fotnoter
1. 1 2   Retso pg. 517.
2. ↑  "Saracen." Encyclopædia Britannica. 2007 Arkiverad 18 december 2007 hämtat från the Wayback Machine.. Britannica Concise Encyclopedia. 23 Sept. 2007.
3. 1 2 3 4   Retso pg. 505,506.
4. ↑  Ture Johnsson Arne. Austr i Karusm och Särklandsnamnet. I Fornvännen 42, ss 290-305. Stockholm 1947. Läst 2015-10-27.
5. ↑  Carl L. Thunberg. Särkland och dess källmaterial. Göteborg 2011. Läst 2015-10-27.
6. ↑   Where's Where: A Descriptive Gazetteer. London: Eyre Methuen Ltd. 1974. ISBN 0-413-32290-4
7. ↑   Retso pg. 457.
8. 1 2 3 4 5 6   Retso pg. 464,465,466.
9. ↑  Retso pg.523
10. ↑  Retso pg.507